# 분청사기 상감연화당초문 병
분청사기 상감연화당초문 병(粉靑沙器象嵌蓮唐草紋甁)은 상감기법을 써서 연꽃 덩굴무늬를 새긴 조선시대 분청사기 병이다.
대한민국의 보물 제1067호이다. 넓게 벌어진 입 부분과 어깨에서 벌어져 몸통 아래에서 중심을 이루었다가 좁아지는 모습이다. 주문양은 몸통의 중앙 세 곳에 연화와 줄기를 당초로 이었고, 문양 이외의 면은 빗방울이 떨어진 자국을 무늬로 만든 우점문으로 채웠으며, 연꽃과 연줄기는 윤곽선을 백상감으로, 안쪽은 흑상감으로 하여 더욱 돋보이게 하였다. 주문양 위쪽으로는 초문대와 연판문대와 팔엽의 연판문대를 나누었고, 아랫부분에는 연판문대를 돌려 나타냈다. 유색은 짙은 회청색의 유약을 전면에 발랐으나 고르지 않다. 굽다리에는 내화토를 받쳐 구웠던 흔적이 남아 있으며, 굽 안바닥에는 터진 흠이 나있다. 15세기 전반 부안 우동리요 등의 가마에서 흑백의 상감으로 인화기법과 함께 문양을 새긴 분청사기로 비례가 적절하며 짜임새가 있다.

## 참고 자료
- 분청사기 상감연화당초문 병 - 국가유산청 국가유산포털

 본 문서에는 서울특별시에서 지식공유 프로젝트를 통해 퍼블릭 도메인으로 공개한 저작물을 기초로 작성된 내용이 포함되어 있습니다.